# Tachina bicolor
Tachina bicolor är en tvåvingeart som beskrevs av Macquart 1835. Tachina bicolor ingår i släktet Tachina och familjen parasitflugor.
Artens utbredningsområde är Frankrike. Inga underarter finns listade i Catalogue of Life.